# SVT Club
《SVT Club》為韓國Mnet的綜藝節目，由金煥主持，Seventeen出演。節目主軸為提出「工生平」（Work and life balance）、「小確幸」以及「Querencia」等當前流行在韓國年輕社會中的關鍵字﹐由身處其中且擁有龐大影響力的 SEVENTEEN 帶頭探討、分析﹐有望掀起同世代青年的共鳴。

## 各集內容
| 集數 | 播出日期   | 內容      |
| ---- | ---------- | --------- |
| 1    | 2018/04/05 | 工生平    |
| 2    | 2018/04/12 | 購物狂    |
| 3    | 2018/04/26 | 尊厭主義  |
| 4    | 2018/05/03 | 雜學百科  |
| 5    | 2018/05/10 | 小確幸    |
| 6    | 2018/05/17 | Hipster   |
| 7    | 2018/05/24 | For Me族  |
| 8    | 2018/05/31 | Querencia |

## 備註
1. ↑  即工作與生活兩者維持平衡。
2. ↑  QUERENCIA來自西班牙語﹐意思是在鬥牛場內為鬥牛士準備的暫時休息的空間﹐如今用以比喻在都市繁忙日程中生活的現代人﹐渴望有一個QUERENCIA一樣﹐不受任何人和環境因素影響﹐僅僅屬於自己的休息空間。
3. ↑  就算討厭也要尊重的主義﹐也有認同雙方觀點不同的意義。
4. ↑  文藝青年
5. ↑  FOR ME族取自健康(For health)、單身(One)、休閒(Recreation)、方便(More convenient)、高價(Expensive)的首字母F.O.R.M.E組成的新造詞﹐形容不吝嗇投資自己的人。

## 外部連結
- 官方網站
- Daum上《SVT Club》的資料